# Jörg Jaksche
Jörg Jaksche (Fürth, 23 de juliol de 1976) és un ciclista professional alemany, ja retirat, que fou professional del 1997 al 2007.
En el seu palmarès compta amb curses tan prestigioses com la París-Niça o el Tour del Mediterrani, ambdues el 2004. És un dels ciclistes implicats en el cas Operació Port, tot i que va trigar més d'un any a reconèixer-ho. Quan ho va fer, el 30 de juny del 2007, va concedir una entrevista a la revista alemanya Der Spiegel en què revelà molts detalls sobre el dopatge.

## Palmarès
- 2004
  - 1r a la París-Niça i vencedor de 2 etapes
  - 1r al Tour del Mediterrani i vencedor d'una etapa
- 2007
  - 1r al Circuit de Lorena

### Resultats al Tour de França
- 1998. 18è de la classificació general
- 2003. 17è de la classificació general
- 2005. 16è de la classificació general

### Volta a Espanya
- 1999. 17è de la classificació general
- 2001. Abandona
- 2002. Abandona
- 2003. 129è de la classificació general
- 2004. 44è de la classificació general